# Ètil
Ètil (en grec antic: Οἴτυλος) o Bètil (grec antic: Βείτυλος) era una antiga ciutat de Lacònia situada a la banda oriental del golf de Messènia.
Segons Pausànies es trobava a 80 estadis de Talames i a 150 de Messa. Aquesta darrera distància és massa gran, perquè no hi ha dubte que Ètil correspon a la moderna Vítilos. Sembla que Pausànies va cometre un error, atès que aquesta distància correspon a la ciutat de Tènar. Homer esmenta Ètil al Catàleg de les naus, i segons Pausànies va ser una de les ciutats que en temps d'August van formar part de l'Eleutero-Lacònia. Encara es regia pels seus propis èfors al segle iii.
Pausànies va veure a Etilos un temple de Serapis i una estàtua de fusta (xóanon) de l'Apol·lo Carneu, situat a l'àgora. A la ciutat moderna de Vitilos queden restes de la muralla i una columna jònica utilitzada en una església, a més de diversos capitells, probablement restes del temple de Serapis.